# Río Montoro
El río Montoro es un río de Castilla-La Mancha que tiene su nacimiento en Sierra Madrona en el término municipal de Fuencaliente al pie del Pico del Judío, de 1106 m en la división de las cuencas que vierten al río Guadiana y a la cuenca del río Guadalquivir.

## Curso
Dentro del trayecto del río Montoro se pueden distinguir tres zonas claramente diferenciadas; el tramo alto, el medio y el bajo.

### Curso alto
El tramo alto del río Montoro, en la zona del tramo alto  prácticamente virgen puede reconocerse un mosaico bien conservado de tamujares, alisedas, y fresnedas; además aparecen espinares de orla, saucedas, brezales higrófilos y diversas formaciones helofíticas, acuáticas y anfibias. En los terrenos cercanos al río se encuentran numerosas manchas boscosas y adehesadas de encinar y quejigar. Todas las comunidades vegetales citadas anteriormente son hábitat de interés comunitario en la UE y/o protección especial en Castilla-La Mancha, y dan cobijo a varias especies vegetales protegidas regionales entre las que pueden citarse: Acer monspessulanum, Dictamnus albus, Pyrus bourgaeana, Osmunda regalis, Spiranthes aestivalis, Alnus glutinosa, Scilla ramburei, Sorbus aria, Euphorbia paniculata, Erica lusitanica, Armeria genesiana, Quercus canariensis, Sideritis lacaitae.

### Curso medio
A continuación se interna en lo que puede considerarse su tramo medio, la comarca del Valle de Alcudia, pasa por el término municipal de Mestanza, en donde se represa su caudal para aprovechamiento de uso humano para agua potable de los pueblos de la comarca con el antiguo "Pantano de Tablillas" y poco más abajo con el pantano de gran capacidad,  aumentada con una nueva obra inaugurada en el año 2007 del "Pantano del Montoro", cuyas aguas además de para uso humano de las poblaciones se utiliza con destino a las plantas petroquímicas del complejo industrial de Puertollano.

### Curso bajo
El tramo bajo y final del río Montoro es el más desfavorecido de todo el recorrido del río pues esta zona que a duras penas mantenía en los meses más secos del año la vegetación de ribera con el poco caudal de las filtraciones de la antigua represa del Montoro, con la construcción del nuevo muro de represa del Montoro inaugurado en el 2007, ha eliminado estas filtraciones y durante los tres o cuatro meses más calurosos y secos del año queda completamente seco, lo que ha dado lugar a que se seque la vegetación de ribera sobre todo los fresnos que aquí crecían, con todo siguen persistiendo  tamujales y adelfares. Entre las comunidades rupicolas de mayor interés se encuentran las originadas por Genista polyanthos, Polypodium interjectum, y Coincya longirostra. Poco después al juntarse el río Montoro con el Fresnedas forman el Jándula.